# Jonathan Katz
Ne doit pas être confondu avec Jonathan Ned Katz.
Pour les articles homonymes, voir Katz.
Jonathan Paul Katz, né le 1er décembre 1946 à New York, est un acteur américain.

## Biographie
Jonathan Katz est connu pour son rôle dans la série télévisée d'animation Dr Katz, Professional Therapist  comme le Dr Katz. Il est également connu pour avoir tenu le rôle d'Erik Robbins dans la série télévisée Home Movies (en) d'UPN / Adult Swim. 
Il produit également le podcast Hey, We're Back et peut être entendu sur Explosion Bus.